# Dactylagnus
El género Dactylagnus son peces marinos de la familia de los dactiloscópidos.

## Especies
Existen las siguientes tres especies en este género:
- Dactylagnus mundus (Gill, 1863) - Miraestrellas gigante.
- Dactylagnus parvus (Dawson, 1976) - Miraestrellas panámica.
- Dactylagnus peratikos (Böhlke y Caldwell, 1961) - Miraestrellas perático.